# Michael Krings (Botaniker)
Michael Krings (* 19. November 1968 in München) ist ein deutscher Paläobotaniker. Er ist Professor an der Ludwig-Maximilians-Universität München.
Krings studierte ab 1988 Biologie, Geschichte, Musikwissenschaft und Philosophie an der Universität Münster mit der ersten Staatsprüfung für das Lehramt in Biologie und Geschichte 1994. Danach war er wissenschaftlicher Mitarbeiter an der Forschungsstelle für Paläobotanik in Münster und wurde 1998 bei Hans Kerp promoviert (Kutikularanalytische Untersuchungen  an Pteridospermen aus dem Stefan (Oberkarbon) von Blanzy-Montceau (Zentralmassiv, Frankreich)). Als  Post-Doktorand war er 1999 bis 2000 und 2002 bis 2003 an der University of Kansas (an der er seit dem Affiliate der Fakultät für Ökologie und Evolutionsbiologie ist) bei Thomas N. Taylor. 2002 habilitierte er sich in Münster. Ab 2003 war er als Kurator für fossile Pflanzen und Wissenschaftler an der Bayerischen Staatssammlung für Geologie und Paläontologie in München und seit 2007 Professor für Paläobotanik an der Ludwig-Maximilians-Universität München.
2018 erhielt Krings den Friedrich-von-Alberti-Preis der Paläontologischen Gesellschaft. 2025 wurde er zum korrespondierenden Mitglied der Niedersächsischen Akademie der Wissenschaften zu Göttingen gewählt.
Sein Forschungsschwerpunkt sind in situ Mikroorganismen in jungpaläozoischen Cherts und Taxonomie, Morphologie, Biologie, und Ökologie jungpaläozoischer Samenpflanzen sowie Farne und Gymnospermen aus Trias und Kreide.